# جیووانی کوزاتیس
جیووانی کوزاتیس (انگلیسی: Giovanni Cusatis؛ زادهٔ ۱ فوریهٔ ۱۹۶۷) بازیکن فوتبال اهل ایتالیا است.
از باشگاه‌هایی که در آن بازی کرده‌است می‌توان به باشگاه فوتبال واتفورد و باشگاه فوتبال نووارا اشاره کرد.